# 해몽
꿈풀이 또는 해몽(解夢)은 사람들이 꿈에서 본 장면이나 상징물을 해석하여 그 의미를 이해하고자 하는 과정이다. 이는 고대부터 다양한 문화권에서 발전해 온 전통으로, 심리학, 종교, 민속학 등 여러 학문과도 연관되어 있다.
꿈풀이의 목적은 개인의 내면 상태를 이해하거나 미래를 예측하는 데 도움을 주는 것이다. 꿈이 앞으로 일어날 일을 말해준다는 믿음을 바탕으로, 꿈의 내용을 풀이하여 미래를 예견하는 일이다. 즉 꿈을 잘 풀이하면 앞으로 일어날 일을 예측할 수 있다는 생각으로서, 흔히 정형화된 형식에 따라 좋은 꿈과 나쁜 꿈으로 구분한다. 과학적인 근거가 없는 미신이지만, 점(占)과 같이 현대에서도 행해지고 있다.

## 꿈풀이(꿈해몽)역사
꿈풀이의 역사는 고대 문명으로 거슬러 올라간다.
- 고대 메소포타미아: 점성술과 신탁의 일부로 꿈을 해석하는 관행이 존재했다.
- 고대 이집트와 그리스: 꿈을 신과 인간 간의 소통 수단으로 간주했다.
- 중세 유럽: 꿈은 종종 종교적 계시로 해석되었다.
- 한국: 조선시대의 주역이나 격몽요결 같은 문헌에서는 꿈의 해석을 중요한 지혜의 일부로 여겼다.
- 현대: 프로이트와 융과 같은 심리학자들은 꿈을 인간의 무의식과 연결된 중요한 통찰의 원천으로 보았다.

## 한국 전통 해몽
역사적으로 기록된 해몽의 사례는 신라시대의 장군 김유신의 여동생 문희의 사례이다. 문희의 언니 보희가 어느 날 자신의 오줌으로 서라벌이 잠기는 꿈을 꾸었는데, 문희는 이것이 길몽임을 알고 보희에게서 그 꿈을 비단치마를 주고 샀다고 한다. 그 후에 문희는 무열왕 김춘추의 부인이 되었다는 이야기이다.
다음은 한국에서 전통적으로 알려진 꿈풀이의 예이다. 과학적인 근거는 없지만 돼지꿈을 꾸거나 조상꿈을 꾸고서 복권을 산다거나 하는 일은 현대에도 일어나고 있다.
- 높은 곳에서 떨어지는 꿈은 키가 클 꿈이다.
- 꿈에서 똥을 밟으면 운수가 좋다
- 돼지꿈을 꾸면 재수가 좋다.
- 자신이 죽는 꿈이나, 사람을 죽이는 꿈은 길몽이다.
- 임신한 여성이나 그 주변의 사람들이 용 꿈이나 과일 꿈, 기타 의미심장한 꿈을 꾸면 이는 태몽이다.
- 누군가 혹은 어떤 일이 쫓기는 꿈을 꾸면 하는 일에 실패하거나, 심한 좌절감을 느끼게 된다..

한국에서는 꿈풀이가 민속 신앙과 깊은 관련이 있다. 꿈은 단순한 무의식의 표현뿐 아니라, 신의 계시나 미래의 암시로 여겨졌다. 현대 한국에서는 꿈풀이가 여전히 많은 사람들에게 관심의 대상이다.
- 로또와 꿈풀이: 복권 번호를 꿈에서 찾으려는 사람들이 많으며, 꿈 해석을 통해 번호를 추출하는 사례도 흔하다.
- 온라인 꿈풀이: 현대에는 인터넷과 모바일 애플리케이션을 통해 꿈을 해석받는 서비스가 인기를 얻고 있다.
- 복채와 꿈풀이 관행 :꿈을 해석받을 때 해몽가에게 '복채'라는 금품을 지급하는 관행이 있다. 이는 꿈의 효력을 더하기 위한 행위로 여겨졌다.

## 꿈풀이(꿈해몽) 종류
꿈풀이는 꿈의 내용과 목적에 따라 여러 종류로 분류할 수 있다.
- 1. 태몽: 태몽은 아이의 출생을 암시하거나 그 아이의 미래 성격과 운명을 나타내는 꿈이다. 용, 호랑이, 나비, 꽃 등이 등장하는 꿈이 대표적인 예로 꼽힌다.
- 2. 길몽과 흉몽
  - 길몽(吉夢): 성공과 행운을 암시하는 긍정적인 꿈. 예를 들어, 돼지, 금, 큰 물 등이 등장하는 꿈이 포함된다.
  - 흉몽(凶夢): 나쁜 일이 일어날 가능성을 암시하는 부정적인 꿈. 죽음, 사고, 추락과 관련된 꿈이 대표적이다.
- 3. 예지몽: 특정 사건이나 미래를 미리 암시하는 꿈으로, 꿈에서 본 일이 실제로 일어나는 경우를 의미한다. 한국에서는 예지몽이 자주 이야기되며, 중요한 결정을 앞두고 나타난다고 여겨진다.
- 4. 상징몽: 상징몽은 꿈 속의 이미지를 해석하여 개인의 내면 상태나 미래를 암시하는 것으로 간주된다. 예를 들어, 새는 자유를, 바다는 무의식을 상징하는 경우가 많다.
- 5. 반몽: 꿈의 내용이 현실과 반대되는 결과를 암시하는 경우를 의미한다. 예를 들어, 꿈에서 죽음을 경험하면 새로운 시작을 뜻한다고 해석되기도 한다.
- 6. 악몽: 불안감, 공포심, 스트레스 등으로 인해 나타나는 부정적인 꿈으로, 심리적 압박 상태를 반영한다고 여겨진다.
- 7. 일상몽: 일상에서 겪은 일을 단순히 재현하는 꿈으로, 특별한 상징이나 의미를 담고 있지 않은 경우가 많다.
- 8. 창의몽: 창의적 영감이나 새로운 아이디어를 제공하는 꿈으로, 예술가나 발명가들이 꿈에서 중요한 영감을 얻었다고 알려진 사례가 많다.

## 꿈풀이(꿈해몽) 방법
꿈풀이에는 여러 접근법이 존재한다.
- 상징 해석: 꿈에서 등장한 상징물이나 동작을 분석하여 그 의미를 파악하는 방식이다.
- 심리적 접근: 꿈을 개인의 심리적 상태나 스트레스를 반영하는 것으로 간주한다.
- 문화적 접근: 특정 문화나 전통에서 꿈에 부여하는 의미를 해석한다.

## 비판과 논란
꿈풀이는 과학적 근거가 부족하다는 비판을 받기도 한다. 심리학적 접근은 개인의 경험과 상징 해석에 의존하기 때문에 객관적인 검증이 어렵다는 한계가 있다. 그럼에도 불구하고, 꿈풀이는 전 세계적으로 많은 사람들에게 흥미롭고 의미 있는 활동으로 여겨진다.

## 주요 이론
- 프로이트의 꿈 이론

프로이트는 꿈을 억압된 욕망과 무의식의 표현으로 간주했다. 그는 꿈을 '소원 성취'의 한 형태로 보며, 이를 분석해 개인의 심리 상태를 이해하려 했다.
- 융의 꿈 분석

융은 꿈을 무의식적 심상을 반영하는 것으로 보았다. 그는 꿈 속 상징이 집단 무의식과 관련된다고 주장하며, 이를 통해 개인의 삶에서 중요한 메시지를 읽어낼 수 있다고 믿었다.
- 현대 신경과학 이론

꿈은 뇌가 무작위 신경 활동을 정리하고 의미를 부여하려는 과정으로 간주된다. 이는 과학적 관점에서 꿈의 기능을 이해하려는 접근이다.

## 참고 문헌
- 1. Freud, S. (1900). The Interpretation of Dreams.
- 2. Jung, C. G. (1964). Man and His Symbols.
- 3. Barrett, D. (2001). The Committee of Sleep.
- 4. 홍성학 (1995). 한국의 꿈과 해몽. 서울: 민속원.

## 같이 보기
- 꿈의 해석